# Le Guerno
Le Guerno (tiếng Breton: Ar Gwernoù) là một xã ở tỉnh Morbihan trong vùng Bretagne tây bắc Pháp. Xã này có diện tích 9,75 km², dân số năm 1999 là 582 người. Khu vực này có độ cao từ 45-86 mét trên mực nước biển.
Cư dân của Le Guerno danh xưng trong tiếng Pháp là Guernotais.
Ở đây có thảo cầm viên Branféré.